# بينيل ملابا
بينيل ملابا (بالألمانية: Peniel Mlapa)‏ (مواليد 20 فبراير 1991، لاعب كرة قدم توغولي يجيد اللعب في الهجوم.

## روابط خارجية
- بينيل ملابا على موقع قاعدة بيانات كرة القدم.إي يو (الإنجليزية)
- بينيل ملابا على موقع بيانات كرة القدم. دي إي (الألمانية)
- بينيل ملابا على موقع ناشيونال فوتبول تيمز (الإنجليزية)
- بينيل ملابا على موقع Soccerway.com (الإنجليزية)
- بينيل ملابا على موقع عالم كرة القدم.نت (الإنجليزية)
- بينيل ملابا على موقع AS.com (الإسبانية)